# Tangsjöarna
Tangsjöarna är varandra näraliggande sjöar i Älvdalens kommun i Dalarna och ingår i Dalälvens huvudavrinningsområde
- Tangsjöarna (Särna socken, Dalarna, 682952-133722), sjö i Älvdalens kommun, 61°32′56″N 12°44′28″Ö / 61.5489°N 12.741°Ö (19 ha)
- Tangsjöarna (Särna socken, Dalarna, 683022-133716), sjö i Älvdalens kommun, 61°33′05″N 12°44′50″Ö / 61.5515°N 12.7473°Ö (15,1 ha)